# 熱海第一ビル

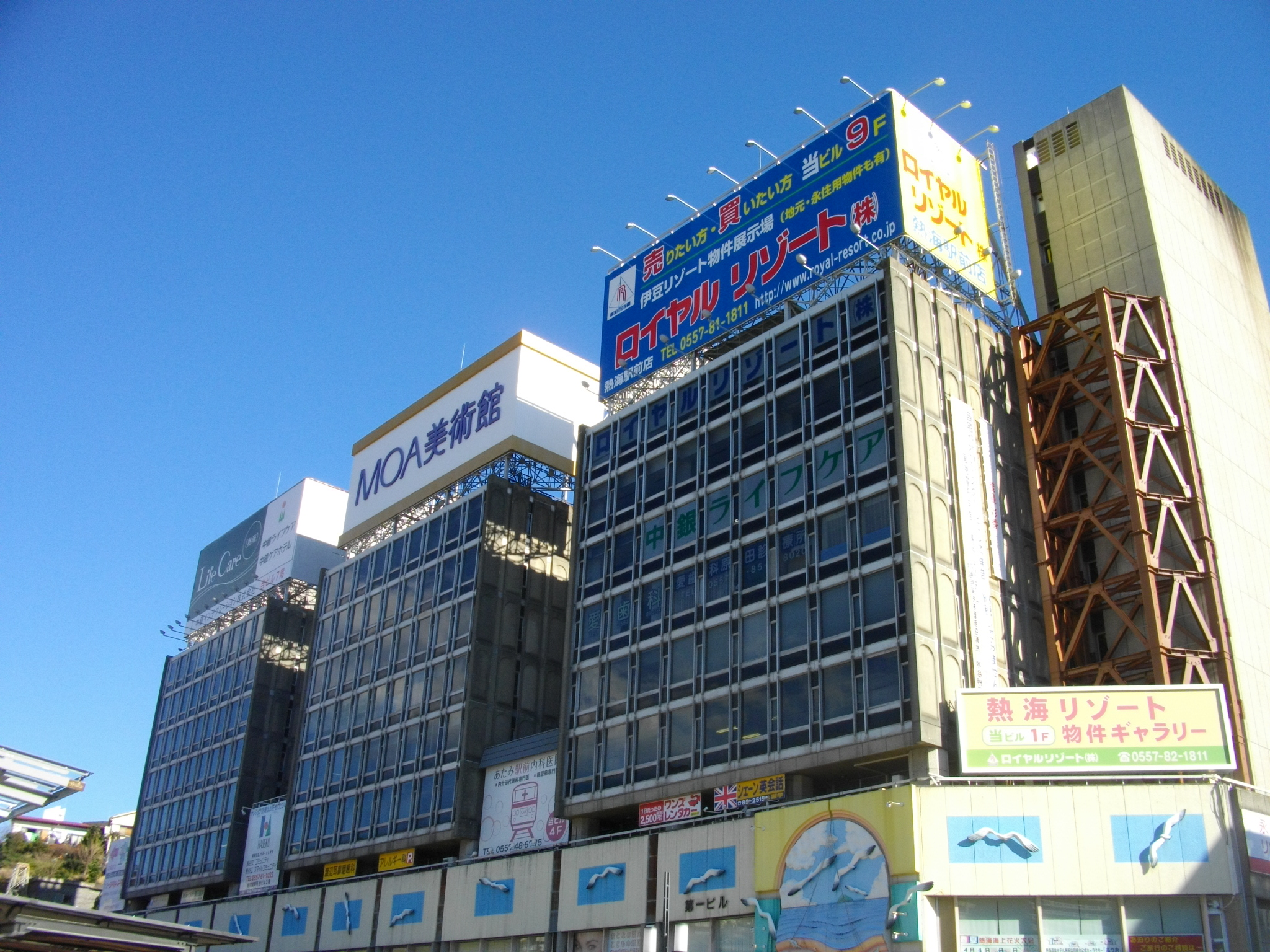
熱海第一ビル

熱海第一ビル（あたみだいいちビル）とは、静岡県熱海市田原本町に所在する、熱海駅前の商業・オフィスビル。地上9階・地下3階、1967年（昭和42年）竣工。

## 概要
熱海駅の東方、駅前の足湯施設（家康の湯）から正面に進んだ先に所在している。また、熱海駅前、熱海第一ビル前、フルヤビル前の3か所に入り口がある「地下道」から、地下1階フロアに入ることができる。
地上2階〜地下1階は「ATAMIX（第一ビル名店街）」という名称の商業エリアになっている。
地下1階の南東（海側）〜地下2階は専用駐車場であり、地下3階にはかつて計画されていた熱海モノレールの駅の遺構がある（非公開）。
場所柄、テナントには観光・不動産・世界救世教（MOA）関連が多い。

## 構成
- 3階〜9階 : オフィスフロア
- 地下1階〜2階 : 商業フロア「ATAMIX（第一ビル名店街）」
- 地下2階〜地下1階（海側） : 専用駐車場
- 地下3階 : 機械室、（熱海モノレール駅遺構）